# Glider Lake
Glider Lake är en sjö i Antarktis. Den ligger i Östantarktis. Australien gör anspråk på området. Glider Lake ligger 6 meter över havet. Arean är 0,83 kvadratkilometer. Den sträcker sig 1,8 kilometer i nord-sydlig riktning, och 3,0 kilometer i öst-västlig riktning.